# Elektra (Sophocles)
Elektra (Oudgrieks: Ἠλέκτρα) is een Attische tragedie van de Griekse toneeldichter Sophokles. Het stuk werd geschreven tussen 435 en 410 v.Chr.

## Personae dramatis
- Orestes (zoon van Agamemnon)
- Elektra (dochter van Agamemnon)
- Chrysothemis (dochter van Agamemnon)
- Paidagogos (een oude man, voorheen de kamerheer van Orestes)
- Klytaimnestra (echtgenote van Agamemnon)
- Aigisthos (de minnaar van Klytaimnestra)
- Koor van Myceense vrouwen

## Voorgeschiedenis
Nadat Agamemnon samen met zijn bijvrouw Cassandra is teruggekeerd van de Trojaanse Oorlog, wordt hij vermoord door zijn vrouw Klytaimnestra en haar minnaar Aigisthos. Elektra en Orestes, kinderen van Agamemnon en Klytaimnestra, koesteren wrok jegens hun moeder en haar minnaar.

## Synopsis
Sophokles' toneelstuk begint bij het beramen van wraak door Orestes. Pas terug van het Orakel van Delphi, dat hem heeft opgedragen de moord te wreken, stuurt hij een oude man vooruit om in Mykene te zeggen dat hij is omgekomen in een wagenrace. De boodschapper zegt dat twee mannen zullen volgen met de urne, maar in werkelijkheid zijn dit Orestes en zijn vriend Pylades. De list drijft zijn zus Elektra tot wanhoop. Wanneer hij haar de urne presenteert, begint ze zonder hem te herkennen een klaagzang, tot hij zichzelf kenbaar maakt. Haar vreugde dreigt hen te verraden. Orestes en Pylades verliezen geen tijd meer, gaan naar het paleis en doden Klytaimnestra. Ze verstoppen het lijk onder een laken en vertellen de binnengekomen Aigisthos dat het Orestes is. Als hij het laken optilt om het te controleren, maakt Orestes zich bekend. Hij escorteert Aigisthos naar de haard om hem te doden, waarbij de spelers het podium verlaten vóór de moord is begaan.

## Nederlandse vertalingen
- 1639 – Elektra – Joost van den Vondel
- 1881 – Elektra – H. van Herwerden
- 1903 – Elektra – L.A.J. Burgersdijk
- 1906 – Electra – J.L. Chaillet
- 1920 – Elektra – P.C. Boutens
- 1952 – Electra – Frans Cluytens
- 1966 – Electra – Emiel De Waele (herzien 1972)
- 1975 – Elektra – Pé Hawinkels
- 1985 – Elektra – Rudi Wesselius naar John Barton en Kenneth Cavander (bewerking)
- 1989 – Electra – Jan Pieters
- 1990 – Elektra – Johan Boonen
- 1991 – Elektra – Gerard Koolschijn
- 2004 – Elektra – Hein van Dolen

## Bewerkingen
- 1962 – Ilektra – filmbewerking door Mihalis Kakogiannis